# Tatjana Maier-Keil
Tatjana Maier-Keil (* 1988 in Omsk, Russland) ist eine deutsche Politikerin (CDU). Von November 2021 bis November 2022 war sie Mitglied des Niedersächsischen Landtages.

## Leben
Tatjana Maier-Keil kam im Alter von sieben Jahren nach Deutschland, wo sie die Grundschule Rhaudermoor und die Kreisrealschule Overledingerland in Rhauderfehn besuchte. Nach dem Realschulabschluss erlernte sie den Beruf der Rechtsanwalts- und Notarfachangestellten. Später studierte sie Sonderpädagogik an der Universität Oldenburg mit dem Abschluss Master of Education (M. Ed.).

## Politik
Tatjana Maier-Keil trat 2010 in die CDU ein. Seit 2018 ist sie stellvertretende Vorsitzende des CDU-Kreisverbandes Leer.
Bei der Landtagswahl in Niedersachsen 2017 trat Tatjana Maier-Keil für die CDU im Wahlkreis Leer/Borkum und auf Platz 30 der Landesliste an. Sie unterlag im Wahlkreis der Vorsitzenden der SPD-Landtagsfraktion, Johanne Modder, rückte jedoch am 9. November 2021 für Kai Seefried, der zum Landrat des Landkreises Stade gewählt worden war, in den Landtag nach.
Bei der parteiinternen Abstimmung um die Landtagskandidatur im Wahlkreis Leer/Borkum 2022 unterlag Maier-Keil Silke Kuhlemann. Sie schied somit im November 2022 aus dem Landtag aus.
Tatjana Maier-Keil wohnt in Westrhauderfehn und ist verheiratet.